# Dover (Illinois)
Dover és una població dels Estats Units a l'estat d'Illinois. Segons el cens del 2000 tenia 172 habitants.

## Demografia
Segons el cens del 2000, Dover tenia 172 habitants, 62 habitatges, i 53 famílies. La densitat de població era de 246 habitants/km².
Dels 62 habitatges en un 37,1% hi vivien nens de menys de 18 anys, en un 69,4% hi vivien parelles casades, en un 9,7% dones solteres, i en un 14,5% no eren unitats familiars. En l'11,3% dels habitatges hi vivien persones soles el 6,5% de les quals corresponia a persones de 65 anys o més que vivien soles. El nombre mitjà de persones vivint en cada habitatge era de 2,77 i el nombre mitjà de persones que vivien en cada família era de 3.
Per edats la població es repartia de la següent manera: un 29,1% tenia menys de 18 anys, un 5,2% entre 18 i 24, un 27,3% entre 25 i 44, un 24,4% de 45 a 60 i un 14% 65 anys o més.
L'edat mediana era de 40 anys. Per cada 100 dones de 18 o més anys hi havia 96,8 homes.
La renda mediana per habitatge era de 41.875 $ i la renda mediana per família de 42.500 $. Els homes tenien una renda mediana de 31.250 $ mentre que les dones 20.500 $. La renda per capita de la població era de 14.070 $. Aproximadament el 8,3% de les famílies i el 5,7% de la població estaven per davall del llindar de pobresa.

## Poblacions més properes
El següent diagrama mostra les poblacions més properes.